# Meidericher Spielverein Duisburg 2010-2011
Questa voce raccoglie le informazioni riguardanti il Duisburg nelle competizioni ufficiali della stagione 2010-2011.

## Stagione
Nella stagione 2010-2011 il Duisburg, allenato da Milan Šašić, concluse il campionato di 2. Bundesliga all'8º posto. In Coppa di Germania il Duisburg perse la finale con lo Schalke 04.

## Rosa
| N. |                                 | Ruolo | Calciatore       |
| -- | ------------------------------- | ----- | ---------------- |
| 1  | Svizzera (bandiera)             | P     | Marcel Herzog    |
| 30 | Germania (bandiera)             | P     | Marcel Lenz      |
| 31 | Filippine (bandiera)            | P     | Roland Müller    |
| 18 | Stati Uniti (bandiera)          | P     | David Yelldell   |
| 25 | Bosnia ed Erzegovina (bandiera) | D     | Branimir Bajić   |
| 14 | Brasile (bandiera)              | D     | Bruno Soares     |
| 2  | Germania (bandiera)             | D     | Julian Koch      |
| 5  | Germania (bandiera)             | D     | Daniel Reiche    |
| 17 | Germania (bandiera)             | D     | Sven Theißen     |
| 28 | Francia (bandiera)              | D     | Olivier Veigneau |
| 4  | Croazia (bandiera)              | C     | Ivica Banović    |
| 20 | Bosnia ed Erzegovina (bandiera) | C     | Ivica Grlić      |
| 24 | Germania (bandiera)             | C     | Kevin Grund      |

| N. |                      | Ruolo | Calciatore        |
| -- | -------------------- | ----- | ----------------- |
| 21 | Germania (bandiera)  | C     | Andre Hoffmann    |
| 6  | Germania (bandiera)  | C     | Benjamin Kern     |
| 29 | Germania (bandiera)  | C     | Burakcan Kunt     |
| 26 | Germania (bandiera)  | C     | Tanju Öztürk      |
| 11 | Turchia (bandiera)   | C     | Olcay Şahan       |
| 7  | Austria (bandiera)   | C     | Jürgen Säumel     |
| 15 | Slovenia (bandiera)  | C     | Goran Šukalo      |
| 8  | Romania (bandiera)   | C     | Mihai Tararache   |
| 10 | Rep. Ceca (bandiera) | C     | Filip Trojan      |
| 9  | Serbia (bandiera)    | A     | Srđjan Baljak     |
| 27 | Germania (bandiera)  | A     | Maurice Exslager  |
| 19 | Austria (bandiera)   | A     | Stefan Maierhofer |
| 22 | Germania (bandiera)  | A     | Manuel Schäffler  |

## Organigramma societario
Area tecnica
- Allenatore: Milan Šašić
- Allenatore in seconda: Mario Baric, Fuat Kilic
- Preparatore dei portieri: Oliver Reck
- Preparatori atletici:

## Risultati

### 2. Bundesliga

#### Girone di andata
| Arbitro: | Dingert |

|                     |           |                               |
| Heidrich 28’ (rig.) | Marcatori | 23’ Grlić 65’ Koch 90’ Trojan |

| Arbitro: | Grudzinski |

|                                        |           |             |
| Grlić 4’ Maierhofer 17’, 19’ Şahan 59’ | Marcatori | 20’ Hofmann |

| Arbitro: | Schmidt |

|                 |           |           |
| Baljak 46’, 65’ | Marcatori | 25’ Lauth |

| Arbitro: | Rafati |

|                 |           |  |
| Hochscheidt 72’ | Marcatori |  |

| Arbitro: | Gräfe |

|            |           |  |
| Baljak 56’ | Marcatori |  |

| Arbitro: | Schößling |

|                         |           |  |
| Mattuschka 48’ Kolk 83’ | Marcatori |  |

| Arbitro: | Leicher |

|                               |           |  |
| Maierhofer 44’, 49’ Şahan 82’ | Marcatori |  |

| Arbitro: | Welz |

|           |           |                                |
| Feick 51’ | Marcatori | 5’ Yılmaz 9’ Baljak 15’ Soares |

| Arbitro: | Meyer |

|                                |           |  |
| Baljak 10’ Koch 61’ Yılmaz 77’ | Marcatori |  |

| Arbitro: | Kircher |

|                     |           |  |
| Veigneau 83’ (aut.) | Marcatori |  |

| Arbitro: | Gagelmann |

|                 |           |  |
| Šukalo 28’, 83’ | Marcatori |  |

| Arbitro: | Brych |

|                    |           |                              |
| Höger 64’ Auer 86’ | Marcatori | 67’ (rig.) Šukalo 71’ Baljak |

| Arbitro: | Zwayer |

|                                 |           |                       |
| Şahan 38’ Maierhofer 70’ (rig.) | Marcatori | 21’ Jula 73’ Petersen |

| Arbitro: | Weiner |

|  |           |                      |
|  | Marcatori | 52’ Şahan 85’ Baljak |

| Arbitro: | Schößling |

|                |           |                                         |
| Maierhofer 26’ | Marcatori | 37’ Schlicke 41’ Mölders 85’ Wunderlich |

| Paderborn 11 dicembre 2010, ore 13:00 CET 16ª giornata | Paderborn | 0 – 0 referto | Duisburg | Energieteam Arena (7 878 spett.)\| Arbitro: \| Perl \| |
| Arbitro:                                               | Perl      |               |          |                                                        |

| Arbitro: | Gräfe |

|  |           |               |
|  | Marcatori | 54’ Dabrowski |

#### Girone di ritorno
| Arbitro: | Stark |

|                                               |           |              |
| Trojan 5’ Maierhofer 50’ Yılmaz 57’ Şahan 84’ | Marcatori | 30’ Kastrati |

| Arbitro: | Zwayer |

|            |           |           |
| Buddle 76’ | Marcatori | 86’ Şahan |

| Arbitro: | Schmidt |

|           |           |               |
| Lauth 42’ | Marcatori | 86’ Schäffler |

| Arbitro: | Stieler |

|                               |           |           |
| Šukalo 15’, 74’ Schäffler 90’ | Marcatori | 88’ Kempe |

| Augusta 11 febbraio 2011, ore 20:30 CET 22ª giornata | Augusta | 0 – 0 referto | Duisburg | impuls Arena (20 143 spett.)\| Arbitro: \| Kircher \| |
| Arbitro:                                             | Kircher |               |          |                                                       |

| Arbitro: | Rafati |

|  |           |         |
|  | Marcatori | 35’ Ede |

| Oberhausen 25 febbraio 2011, ore 18:00 CET 24ª giornata | RW Oberhausen | 0 – 0 referto | Duisburg | Niederrheinstadion (12 161 spett.)\| Arbitro: \| Perl \| |
| Arbitro:                                                | Perl          |               |          |                                                          |

| Arbitro: | Leicher |

|            |           |                         |
| Baljak 55’ | Marcatori | 31’ Tadić 87’ Heidinger |

| Arbitro: | Schalk |

|                                            |           |            |
| Cristea 18’ Iashvili 24’ (rig.) Müller 86’ | Marcatori | 72’ Šukalo |

| Arbitro: | Schmidt |

|                |           |  |
| Maierhofer 68’ | Marcatori |  |

| Arbitro: | Rafati |

|                             |           |          |
| Klaus 19’ Nehrig 79’ (rig.) | Marcatori | 8’ Şahan |

| Arbitro: | Schößling |

|                                    |           |                      |
| Baljak 40’ Exslager 62’ Šukalo 85’ | Marcatori | 45’ Stieber 49’ Auer |

| Arbitro: | Kinhöfer |

|                                |           |            |
| Petersen 47’, 70’ Sørensen 50’ | Marcatori | 88’ Yılmaz |

| Arbitro: | Brych |

|  |           |           |
|  | Marcatori | 27’ Ramos |

| Arbitro: | Osmers |

|  |           |                                          |
|  | Marcatori | 9’, 22’ Yılmaz 86’ Banović 89’ Schäffler |

| Arbitro: | Dankert |

|                                    |           |              |
| Grlić 13’ Schäffler 33’ Šukalo 71’ | Marcatori | 52’ Kapllani |

| Arbitro: | Sippel |

|                            |           |              |
| Aydin 9’, 86’ Federico 82’ | Marcatori | 90’ Exslager |

### Coppa di Germania
| Arbitro: | Willenborg |

|  |           |                                     |
|  | Marcatori | 50’ (aut.) Marheineke 90’ Schäffler |

| Arbitro: | Kempter |

|  |           |                              |
|  | Marcatori | 7’, 33’ Maierhofer 85’ Grlić |

| Arbitro: | Kircher |

|             |           |                        |
| Terodde 84’ | Marcatori | 3’ Maierhofer 76’ Koch |

| Arbitro: | Brych |

|                      |           |  |
| Bajić 35’ Šukalo 57’ | Marcatori |  |

| Arbitro: | Weiner |

|                           |           |                     |
| Maierhofer 24’ Baljak 54’ | Marcatori | 78’ (rig.) Petersen |

| Arbitro: | Stark |

|  |           |                                                       |
|  | Marcatori | 18’ Draxler 22’, 70’ Huntelaar 42’ Höwedes 55’ Jurado |

## Statistiche

### Statistiche di squadra
| Competizione      | Punti | In casa | In casa | In casa | In casa | In casa | In casa | In trasferta | In trasferta | In trasferta | In trasferta | In trasferta | In trasferta | Totale | Totale | Totale | Totale | Totale | Totale | DR  |
| Competizione      | Punti | G       | V       | N       | P       | Gf      | Gs      | G            | V            | N            | P            | Gf           | Gs           | G      | V      | N      | P      | Gf     | Gs     | DR  |
| ----------------- | ----- | ------- | ------- | ------- | ------- | ------- | ------- | ------------ | ------------ | ------------ | ------------ | ------------ | ------------ | ------ | ------ | ------ | ------ | ------ | ------ | --- |
| 2. Bundesliga     | 52    | 17      | 11      | 1       | 5       | 33      | 17      | 17           | 4            | 6            | 7            | 20           | 21           | 34     | 15     | 7      | 12     | 53     | 38     | +15 |
| Coppa di Germania | -     | 3       | 2       | 0       | 1       | 4       | 6       | 3            | 3            | 0            | 0            | 7            | 1            | 6      | 5      | 0      | 1      | 11     | 7      | +4  |
| Totale            | -     | 20      | 13      | 1       | 6       | 37      | 23      | 20           | 7            | 6            | 7            | 27           | 22           | 40     | 20     | 7      | 13     | 64     | 45     | +19 |

### Andamento in campionato
| Giornata  | 1 | 2 | 3 | 4 | 5 | 6 | 7 | 8 | 9 | 10 | 11 | 12 | 13 | 14 | 15 | 16 | 17 | 18 | 19 | 20 | 21 | 22 | 23 | 24 | 25 | 26 | 27 | 28 | 29 | 30 | 31 | 32 | 33 | 34 |
| --------- | - | - | - | - | - | - | - | - | - | -- | -- | -- | -- | -- | -- | -- | -- | -- | -- | -- | -- | -- | -- | -- | -- | -- | -- | -- | -- | -- | -- | -- | -- | -- |
| Luogo     | T | C | C | T | C | T | C | T | C | T  | C  | T  | C  | T  | C  | T  | C  | C  | T  | T  | C  | T  | C  | T  | C  | T  | C  | T  | C  | T  | C  | T  | C  | T  |
| Risultato | V | V | V | P | V | P | V | V | V | P  | V  | N  | N  | V  | P  | N  | P  | V  | N  | N  | V  | N  | P  | N  | P  | P  | V  | P  | V  | P  | P  | V  | V  | P  |
| Posizione | 3 | 1 | 1 | 5 | 3 | 6 | 4 | 3 | 2 | 3  | 3  | 3  | 3  | 2  | 3  | 4  | 5  | 4  | 4  | 5  | 4  | 5  | 6  | 6  | 7  | 7  | 7  | 7  | 6  | 7  | 9  | 7  | 6  | 8  |

Legenda:

Luogo: C = Casa; T = Trasferta. Risultato: V = Vittoria; N = Pareggio; P = Sconfitta.

### Statistiche dei giocatori
| Giocatore     | 2. Bundesliga | 2. Bundesliga | 2. Bundesliga | 2. Bundesliga | Coppa di Germania | Coppa di Germania | Coppa di Germania | Coppa di Germania | Totale   | Totale | Totale      | Totale     |
| Giocatore     | Presenze      | Reti          | Ammonizioni   | Espulsioni    | Presenze          | Reti              | Ammonizioni       | Espulsioni        | Presenze | Reti   | Ammonizioni | Espulsioni |
| ------------- | ------------- | ------------- | ------------- | ------------- | ----------------- | ----------------- | ----------------- | ----------------- | -------- | ------ | ----------- | ---------- |
| M. Herzog     | 1             | 0             | 0             | 0             | -                 | -                 | -                 | -                 | 1        | 0      | 0           | 0          |
| M. Lenz       | -             | -             | -             | -             | -                 | -                 | -                 | -                 | -        | -      | -           | -          |
| R. Müller     | -             | -             | -             | -             | -                 | -                 | -                 | -                 | -        | -      | -           | -          |
| D. Yelldell   | 34            | 0             | 2             | 0             | 6                 | 0                 | 0                 | 0                 | 40       | 0      | 2           | 0          |
| B. Bajić      | 32            | 0             | 5             | 0             | 6                 | 1                 | 0                 | 0                 | 38       | 1      | 5           | 0          |
| B. Soares     | 30            | 1             | 4             | 2             | 5                 | 0                 | 1                 | 1                 | 35       | 1      | 5           | 3          |
| J. Koch       | 22            | 2             | 2             | 0             | 4                 | 1                 | 0                 | 0                 | 26       | 3      | 2           | 0          |
| D. Reiche     | 17            | 0             | 2             | 1             | 6                 | 0                 | 0                 | 0                 | 23       | 0      | 2           | 1          |
| S. Theißen    | -             | -             | -             | -             | -                 | -                 | -                 | -                 | -        | -      | -           | -          |
| O. Veigneau   | 33            | 0             | 6             | 0             | 6                 | 0                 | 0                 | 0                 | 39       | 0      | 6           | 0          |
| I. Banović    | 16            | 1             | 2             | 0             | 3                 | 0                 | 0                 | 0                 | 19       | 1      | 2           | 0          |
| I. Grlić      | 20            | 3             | 4             | 0             | 5                 | 1                 | 0                 | 0                 | 25       | 4      | 4           | 0          |
| K. Grund      | -             | -             | -             | -             | -                 | -                 | -                 | -                 | -        | -      | -           | -          |
| A. Hoffmann   | -             | -             | -             | -             | -                 | -                 | -                 | -                 | -        | -      | -           | -          |
| B. Kern       | 28            | 0             | 4             | 0             | 5                 | 0                 | 0                 | 0                 | 33       | 0      | 4           | 0          |
| B. Kunt       | 4             | 0             | 1             | 0             | 1                 | 0                 | 0                 | 0                 | 5        | 0      | 1           | 0          |
| T. Öztürk     | -             | -             | -             | -             | -                 | -                 | -                 | -                 | -        | -      | -           | -          |
| O. Şahan      | 34            | 7             | 4             | 0             | 6                 | 0                 | 0                 | 0                 | 40       | 7      | 4           | 0          |
| J. Säumel     | 7             | 0             | 0             | 0             | -                 | -                 | -                 | -                 | 7        | 0      | 0           | 0          |
| G. Šukalo     | 32            | 8             | 6             | 0             | 4                 | 1                 | 2                 | 0                 | 36       | 9      | 8           | 0          |
| M. Tararache  | -             | -             | -             | -             | -                 | -                 | -                 | -                 | -        | -      | -           | -          |
| F. Trojan     | 34            | 2             | 3             | 0             | 5                 | 0                 | 1                 | 0                 | 39       | 2      | 4           | 0          |
| S. Baljak     | 25            | 9             | 0             | 0             | 4                 | 1                 | 0                 | 0                 | 29       | 10     | 0           | 0          |
| M. Exslager   | 21            | 2             | 0             | 0             | 2                 | 0                 | 0                 | 0                 | 23       | 2      | 0           | 0          |
| S. Maierhofer | 27            | 8             | 6             | 0             | 5                 | 4                 | 2                 | 0                 | 32       | 12     | 8           | 0          |
| M. Schäffler  | 21            | 4             | 1             | 0             | 4                 | 1                 | 0                 | 0                 | 25       | 5      | 1           | 0          |
| A. Bodzek     | 3             | 0             | 0             | 0             | -                 | -                 | -                 | -                 | 3        | 0      | 0           | 0          |
| S. Yilmaz     | 31            | 6             | 1             | 0             | 6                 | 0                 | 2                 | 0                 | 37       | 6      | 3           | 0          |